# Cidadap (Campaka)
Cidadap is een bestuurslaag in het regentschap Cianjur van de provincie West-Java, Indonesië. Cidadap telt 5555 inwoners (volkstelling 2010).